# 威廉·卡什坦
威廉·卡什坦（英語：William Kashtan；1909年—1993年）是20世纪加拿大左翼政治人物，曾任加拿大共产党总书记。

## 生平
蒙特利尔人。18岁加入青年共产主义联盟。两年后在安大略省南部负责组织宣传活动，1930年成为青年联盟总书记。1936年协助建立加拿大青年会议，其成员在最多的时候超过了40万名。
二战后，他担任劳工-进步党在多伦多的组织书记。1959年该党复称为加拿大共产党。1964年底，摩里斯去世。他接任总书记职位。

## 观点
1980年在阿爾伯塔大學的演讲可以总结出他对苏联－阿富汗战争的看法。
苏联参与阿富汗事件不是所谓的侵略或者干预 ... 相反，苏联是在履行1978年与阿富汗民主共和国达成的友好协议，其中规定，阿富汗可以要求苏联对其进行军事援助 ... 卡什坦将土地占有和资本主义归为革命抵抗的内因。而中国、巴基斯坦和中情局对阿富汗事务的持续干涉则是外因。

## 外事访问
1963年4月17日，卡什坦以执行书记的身份跟随总书记摩里斯到达北京，受到中共中央书记处书记彭真等人的接见。24日回国。
1987年4月15日率领加拿大共产党代表团到达北京，与胡启立举行会谈，恢复了中加两党的关系。16日访问上海。4月24至26日访问杭州。参观杭州中药二厂、萧山县红山农场。

## 作品
- William Kashtan. . Progress Books. 1976. ISBN 9780919396333 （英语）.